# Шульц, Колтон
Колтон Майкл Шульц (англ. Cohlton Michael Schultz; 27 сентября 2000, Паркер, Колорадо, США) — американский борец греко-римского стиля, призёр Панамериканских игр и Панамериканского чемпионата.

## Карьера
Шульц — борец команды «Сан Дэвилз» штата Аризона, чемпион американской студенческой лиги, является победителем Первенства мира по греко-римской борьбе среди кадетов 2017 года в Афинах. Он также дважды поднимался на подиум юниорского чемпионата мира: бронзовая медаль в 2018 году в Словакии и серебряная медаль в 2019 году в Эстонии.
В середине февраля 2024 года он завоевал бронзовую медаль на чемпионате Панамерики, который проходил в Акапулько (Мексика). Несколько дней спустя, на Панамериканском квалификационном олимпийском турнире, проходившем там же в Акапулько, он завоевал лицензию для США на летние Олимпийские игры 2024 года, которые пройдут в Париже.

## Достижения
- Панамериканские игры 2023 — ;
- Панамериканский чемпионат по борьбе 2024 — ;